# Чарторыйский, Фёдор Михайлович
Фёдор Михайлович Чарторыйский (? — 1542) — государственный и военный деятель Великого княжества Литовского, князь Клеванский (после 1491—1542) и Чарторыйский (ок. 1524—1542), староста луцкий (1522—1542). Потомок великого князя литовского Гедимина в VI колене.

## Биография
Представитель знатного западнорусского княжеского рода Чарторыйских герба «Погоня». Младший сын наместника брацлавского, князя Михаила Васильевича Чарторыйского (? — 1489) и Марии Немиры (ум. 1504/1505). Старший брат — наместник кременецкий, князь Андрей Михайлович Чарторыйский (ум. после 1491).
После смерти своего бездетного старшего брата Андрея Фёдор Михайлович унаследовал Клеванское княжество. Около 1524 года после смерти своего двоюродного брата, князя Семена Александровича Чарторыйского, державца чечерского и пропойского, получил во владение Чарторыйское княжество.
В 1522 году король польский и великий князь литовский Сигизмунд Старый передал князю Михаилу Чарторыйскому должность старосты луцкого.
Согласно переписи войска Великого княжества Литовского 1528 года, князь Ф. М. Чарторыйский за свой счёт выставил 32 всадника. Это говорит о том, что он был владельцем около 500 дымов (крестьянских семей). Вместе с двоюродным братом, князем Семёном Александровичем Чарторыйским, владел родовыми имениями в Новогрудском воеводстве, а также получил от великого князя литовского города Клевань (1501) и Литовеж во Владимирском повете вместе с должностью войта и правом опеки над православной церковью (1512), 6 татарских служб в Кореличах и собственный двор в Новогрудском повете (1514). Значительно расширил собственные владения, приобретая соседние имения. В 1517 году купил у князей Корецких Суско, а в 1524 году — Колнятичи.
В 1524 году князь Фёдор Михайлович Чарторыйский был обвинен своим тестем, старостой владимирским и маршалком Волынской земли, князем Андреем Александровичем Сангушко, в присвоении дохода маршалковства Волынской земли. В 1526 году суд присудил отобрать у Фёдора Чарторыйского и передать в качестве компенсации Андрею Сангушко имение Селец. Однако Ф. М. Чарторыйский отказался отдавать имение А. А. Сангушко, между ними судебная тяжба продолжалась до 1530 года. Фёдор Чарторыйский также имел земельные тяжбы со своими соседями. С ним судились князья Юрий Гольшанский (ок. 1525) и Илья Константинович Острожский (1536).
Участвовал в обороне Волынской земли от набегов крымских татар.

## Семья
Был женат на Софии Андреевне Сангушко, дочери князя Андрея Александровича Сангушко (? — 1534), старосты владимирского и маршалка Волынской земли, и Ксении-Марии Ивановны Острожской. Дети:
- Александр Чарторыйский (ум. 1571), князь Чарторыйский (1542—1571)
- Иван Чарторыйский (ум. 1566/1567), князь Клеванский (1547—1567)
- Анна Чарторыйская (ум. после 1537), жена наместника кричевского и дворного конюшего Василия Богдановича Чижа
- Феодора Чарторыйская (ум. 1568), 1-й муж Михаил Михайлович Свинюский, 2-й муж Бальцер Гнивош
- Анастасия Чарторыйская (ум. после 1578), жена Петра Богдановича Хрептовича